# パシフィック・アソシエーション
パシフィック・アソシエーション・オブ・プロフェッショナル・ベースボール・リーグ（Pacific Association of Professional Baseball League）は、アメリカ合衆国で活動していたプロ野球の独立リーグ。

## 歴史
2013年にレッドウッド・スポーツ・アンド・エンタテインメントによって、ノース・アメリカン・リーグから脱退したハワイ・スターズ、マウイ・イカイカ、サンラファエル・パシフィックスの3チームに加え、新チームのヴァレーホ・アドミラルズを加えた4球団で発足した。
初代コミッショナーは日本ハムファイターズでもプレーしたマイク・マーシャルが務めた。
リーグ発足年の2013年は、ハワイに本拠地を置くハワイ・スターズ、マウイ・イカイカの2チームが、日本の独立リーグであるBCリーグ（ベースボール・チャレンジ・リーグ）やアリゾナ州に拠点を置く独立リーグのフリーダム・プロ・ベースボール・リーグと交流戦を行った。シーズン終了後に、ハワイに拠点を置く2チームが遠征費の支払いが難しくなったためリーグから脱退し、2014年からソノマ・ストンパーズ、ピッツバーグ・メタル（2015年からピッツバーグ・ダイヤアモンズに名称変更）が加わった。
2015年、ソノマ・ストンパーズにアメリカプロ野球では初となる同性愛を告白したショーン・コンロイが1年間を通してチームに所属した。シーズン終了後、コンロイが勝利を挙げた日のラインナップカードがアメリカ野球殿堂に登録された。また、同年に三好貴士がソノマ・ストンパーズの監督に就任し、日本のプロ野球を経由せずにアメリカのプロ野球で監督となった初の日本人となった。
2015年、サンラファエル・パシフィックスが主催試合で球審を置かずにコンピューターで判定することを試みた。
2016年、ソノマ・ストンパーズはアメリカ女子野球全米代表のステイシー・ピアグノ、ケルシー・ウィットモアとプロ契約を結び、1950年代以降に男性プロ野球リーグでプロ契約を結んだ初の女性選手となった。この出来事もアメリカ野球殿堂に登録された。
2019年は、ソノマ、サンラファエル、ヴァレーホ、ナパ、サリーナの5球団が各64試合を戦い、ポストシーズンを勝ち上がったサンラファエルがレギュラーシーズン覇者のソノマを下してリーグ優勝を果たした。

### リーグ解散
2020年と2021年は新型コロナウイルスの感染拡大のためリーグが開催されなかった。
2021年10月17日、ソノマ・ストンパーズが翌2022年から大学野球（カリフォルニア・カレッジエイト・リーグ）のチームとなることを発表し、リーグを脱退。リーグ構成球団は2球団となった。
2022年もリーグ開催の発表はなく、リーグは事実上崩壊したと伝えられている。

## リーグ構成球団
| チーム                   | 英名             | 参加年 | 本拠地                     | 備考 |
| ------------------------ | ---------------- | ------ | -------------------------- | ---- |
| ヴァレーホ・アドミラルズ | Vallejo Admirals | 2013   | カリフォルニア州ヴァレーホ |      |
| ナパ・シルバラードス     | Napa Silverados  | 2018   | カリフォルニア州ナパ       |      |

## かつて加盟していた球団
- ハワイ・スターズ（英語版）（2013）
- マウイ・イカイカ（2013）
- イーストベイ・ランバージャックス（英語版）（2013後期）
- サンラファエル・パシフィックス（英語版）（2013-2019）
- ピッツバーグ・ダイアモンズ（英語版）（2014–2018）
- マルティネス・クリッパーズ（英語版）（2018）
- サリーナ・ストックエード（英語版）（2019）
- ソノマ・ストンパーズ（英語版）（2014-2021）

## 歴代優勝チーム
| Season | 前期優勝                       | 後期優勝                       | リーグ優勝                     | プレーオフゲーム結果 |
| ------ | ------------------------------ | ------------------------------ | ------------------------------ | -------------------- |
| 2013   | マウイ・イカイカ               | サンラファエル・パシフィックス | マウイ・イカイカ               | 6-1                  |
| 2014   | サンラファエル・パシフィックス | サンラファエル・パシフィックス | サンラファエル・パシフィックス | none                 |
| 2015   | ソノマ・ストンパーズ           | サンラファエル・パシフィックス | サンラファエル・パシフィックス | 4-3                  |
| 2016   | ソノマ・ストンパーズ           | ソノマ・ストンパーズ           | ソノマ・ストンパーズ           | none                 |
| 2017   | ソノマ・ストンパーズ           | ヴァレーホ・アドミラルズ       | ヴァレーホ・アドミラルズ       | 11-8                 |

| Season | レギュラーシーズン優勝                     | ポストシーズン勝者                         | チャンピオンシップ優勝                     | チャンピオンシップ結果                     |
| ------ | ------------------------------------------ | ------------------------------------------ | ------------------------------------------ | ------------------------------------------ |
| 2018   | ソノマ・ストンパーズ                       | サンラファエル・パシフィックス             | サンラファエル・パシフィックス             | 6-0                                        |
| 2019   | ソノマ・ストンパーズ                       | サンラファエル・パシフィックス             | サンラファエル・パシフィックス             | 8-5、4-5、5-3（2勝1敗）                    |
| 2020   | 新型コロナウイルスの感染拡大に伴い開催中止 | 新型コロナウイルスの感染拡大に伴い開催中止 | 新型コロナウイルスの感染拡大に伴い開催中止 | 新型コロナウイルスの感染拡大に伴い開催中止 |
| 2021   | 新型コロナウイルスの感染拡大に伴い開催中止 | 新型コロナウイルスの感染拡大に伴い開催中止 | 新型コロナウイルスの感染拡大に伴い開催中止 | 新型コロナウイルスの感染拡大に伴い開催中止 |

## 主な関係者

### 所属選手
- 吉田えり（2013年、マウイ・イカイカ）
- 古木克明（2013年、ハワイ・スターズ）
- 前田文遊（2013年、ハワイ・スターズ）
- 坂間悠希（2014年、ソノマ・ストンパーズ）
- 安田裕希（2015年 - 2017年、ソノマ・ストンパーズ）
- 菊沢竜佑（2015年、ソノマ・ストンパーズ）
- 宮寺匡広（2016年 - 2017年、ソノマ・ストンパーズ / 2018年、ナパ・シルバラードス → ピッツバーグ・ダイアモンズ）

### 日本人監督
- 三好貴士（2015年 - 2017年、ソノマ・ストンパーズ）※2015年7月13日に三塁ベースコーチから監督に昇格。